# Dronten

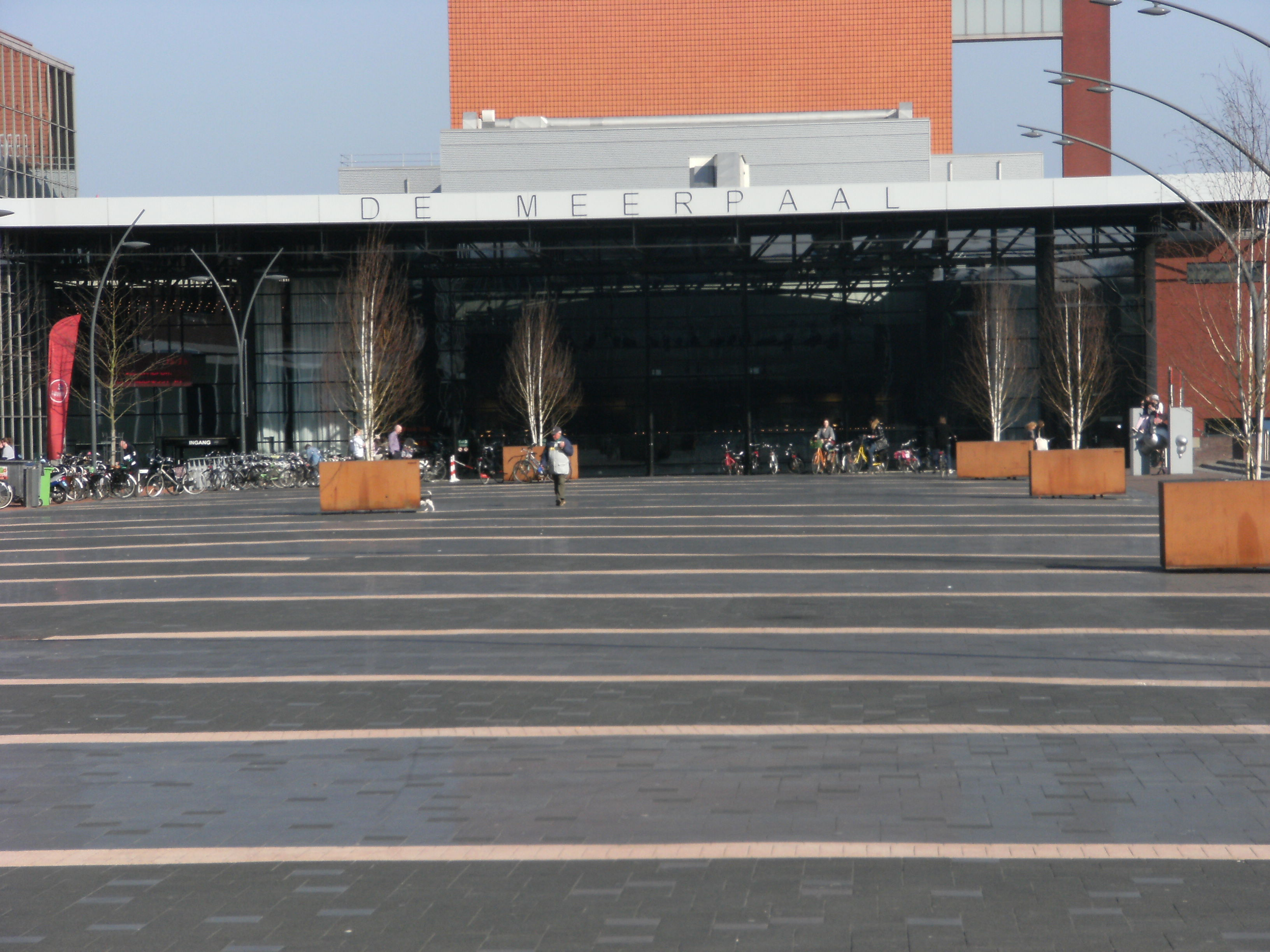
De Meerpaal

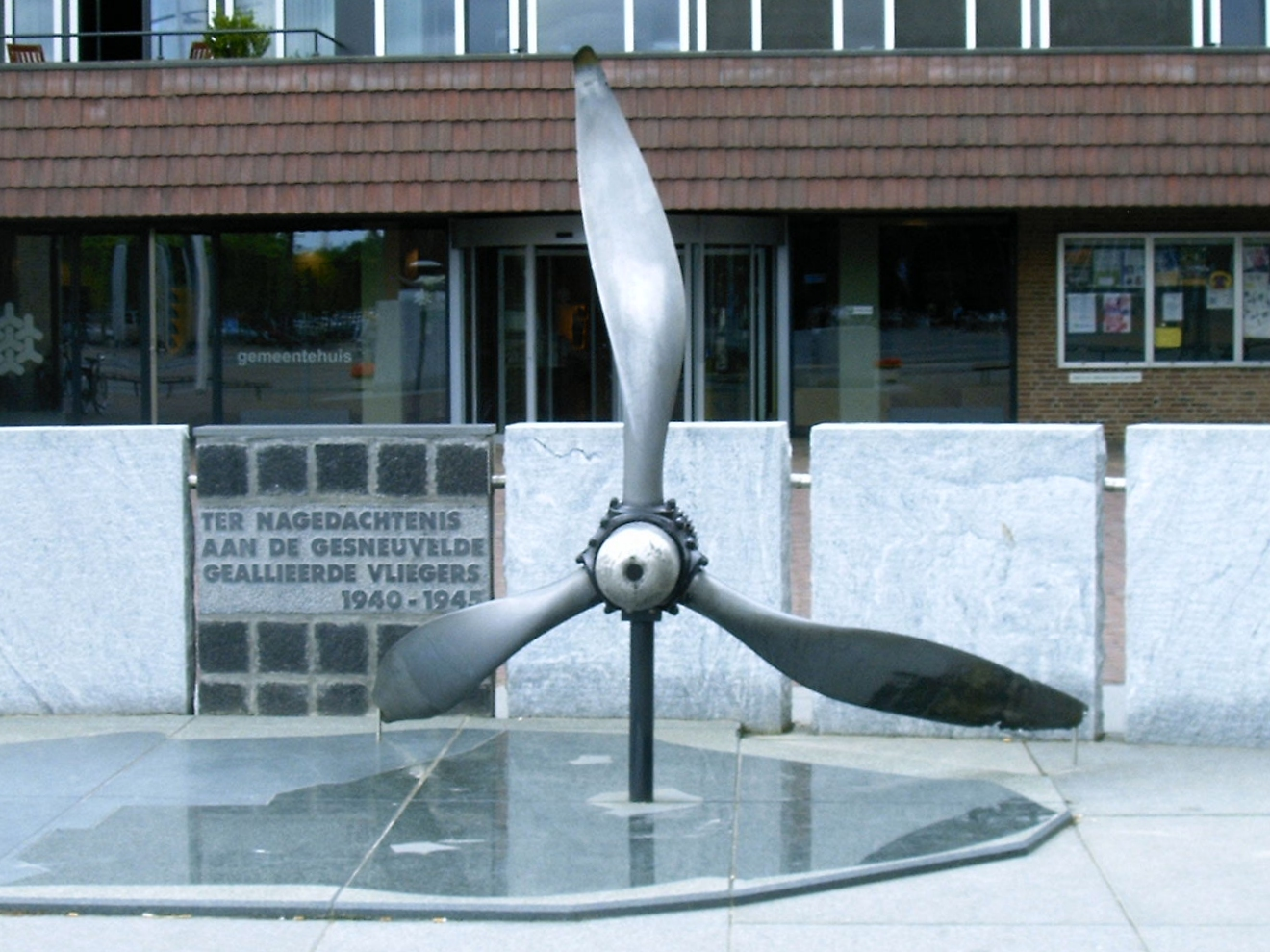
Het Vliegersmonument, ter nagedachtenis aan de vliegers die in de Tweede Wereldoorlog werden neergeschoten boven het IJsselmeer

Dronten (uitspraakⓘ) is een plaats en een gemeente in de Nederlandse provincie Flevoland, in Oostelijk Flevoland. De gemeente telt 44.354 inwoners (22 november 2024, bron: CBS) op een oppervlakte van 334 km²; de plaats telt 30.010 inwoners (1 januari 2023).

## Naam
Dronten ontleent zijn naam aan de historische Polder Dronthen, een door aangeslibd land ontstane polder bij Kampen, op de grens van de provincies Overijssel en Gelderland. In deze buitendijkse polder bevond zich een nu verdwenen buurtschap Dronthen.
De huidige buurt Polder Dronthen grenst aan het zuidwesten van de stad Kampen en maakt deel uit van de gemeente Kampen. In 2022 omvatte zij 35 huishoudens met in totaal 110 inwoners.

## Geschiedenis
De plannen over de gemeente Dronten werden vanaf het begin van de jaren 50 gemaakt. De eerste concrete plannen begonnen in 1958, de bouw startte in 1960 en op 26 april 1962 vestigden zich er de eerste bewoners. Van begin af aan was er discussie of Dronten een dorp of een stad zou moeten worden. In eerste instantie werd uitgegaan van maximaal 15.000 inwoners, latere plannen voorzagen een groei tot 30.000 inwoners. In 2023 presenteerde de gemeente Dronten verdere groeiplannen naar een totaal van 60.000 inwoners in de gemeente. De plaats Dronten wordt aan zowel de zuid-, de oost- als de noordkant uitgebreid met nieuwe wijken. Deze groei moet in 2050 gerealiseerd zijn. 
In de eerste plannen werd uitgegaan van tien kernen, net zoals in de Noordoostpolder: kleine kernen rondom een centrale hoofdplaats. Door veranderende opvattingen over vervoer (toenemend gebruik van bromfiets en auto) en de ervaring dat de kernen in de Noordoostpolder te klein waren gebleken, werd dit aantal verminderd. In verschillende stappen van de planfase werd het aantal kernen gereduceerd tot uiteindelijk drie: Dronten, Biddinghuizen en Swifterbant. Bij de start van de bouw in 1960 waren de plaatsen Larsen en Zeewolde nog opgenomen in de planning. Ook deze twee plaatsen zijn uiteindelijk niet gerealiseerd. In 1965 werd definitief besloten slechts drie kernen te bouwen. De naam Zeewolde is later gebruikt voor een andere plaats in Zuidelijk Flevoland. Bij de bouw van Dronten werden verschillende wrakken gevonden van vliegtuigen uit de Tweede Wereldoorlog; om de slachtoffers daarvan te herdenken is het Vliegersmonument geplaatst.
Op 1 januari 1972 werd de gemeente Dronten bij wet ingesteld. Dronten ontleent zijn naam aan de Polder Dronthen, een door aangeslibd land ontstane polder bij Kampen, op de grens van de provincies Overijssel en Gelderland. Tot de instelling van de provincie Flevoland in 1986 nam het ministerie van Binnenlandse Zaken de meeste provincietaken waar; sommige taken werden door de gemeente zelf geregeld.
Het aantal inwoners schommelt iets boven de grens van 40.000 inwoners, die in 2010 werd overschreden, na een gestage groei in de periode 2002-2012.

## Ruimtelijk erfgoed
Rond de eeuwwisseling zijn veel beeldbepalende gebouwen in het centrum van Dronten gesloopt in het kader van een ingrijpende vernieuwing van de in jaren zestig gebouwde dorpskern. Verdwenen zijn onder meer het uit 1962 daterende gebouw van openbare basisschool De Dukdalf (De Noord; architect Jochem Bredman), de in 1964 gereed gekomen Sint-Ludgeruskerk met parochiehuis en pastorie (Werfstraat; architect Johannes Sluijmer), het in 1967 geopende gemeenschapscentrum De Meerpaal (De Rede; architect Frank van Klingeren), de in 1968 gebouwde paalwoningen (De Rede; architect Pietro P. Hammel) en de uit 1969 daterende openbare bibliotheek (Het Ruim; architect Joop van den Berg). Ook het voormalige politiebureau, het gezondheidscentrum (1965), de apotheek en het postkantoor (1970), alle gesitueerd aan De Schans, werden gesloopt.
Wel is in 2015-2016 een wijkje met de 137 eerstgebouwde woningen van Dronten gerestaureerd volgens de bouwtekening van 1959. Tien van deze chaletwoningen aan de Lijzijde zijn tot gemeentelijk monument verklaard.

## Wijkindeling
| Kern of wijk         | 2018   |
| -------------------- | ------ |
| Dronten West         | 8.285  |
| Dronten Noord        | 1.730  |
| Dronten Centrum      | 6.615  |
| Dronten Zuid         | 9.050  |
| Buitengebied Dronten | 2.635  |
| Biddinghuizen        | 6.295  |
| Swifterbant          | 6.385  |
| Totaal               | 40.735 |

## Politiek

### Gemeenteraad
De gemeenteraad van Dronten bestaat uit 27 zetels. Hieronder staat de samenstelling van de gemeenteraad sinds 1994:
| Partij            | 1994 | 1998 | 2002 | 2006 | 2010 | 2014 | 2018 | 2022 |
| ----------------- | ---- | ---- | ---- | ---- | ---- | ---- | ---- | ---- |
| CDA               | 6    | 6    | 7    | 7    | 7    | 8    | 6    | 6    |
| Leefbaar Dronten* | -    | -    | 6    | 2    | 3    | 3    | 4    | 6    |
| VVD               | 5    | 6    | 5    | 4    | 6    | 4    | 7    | 4    |
| ChristenUnie*     | -    | -    | 2    | 3    | 2    | 3    | 3    | 3    |
| SP                | -    | -    | -    | 3    | -    | 2    | 2    | 2    |
| D66               | 2    | 1    | -    | -    | 2    | 3    | 2    | 2    |
| GroenLinks        | -    | 2    | 2    | 1    | 2    | 2    | 2    | 2    |
| PvdA              | -    | 3    | 3    | 5    | 3    | 2    | 1    | 2    |
| Gemeentebelangen* | 2    | 1    | -    | -    | -    | -    | -    | -    |
| GPV*              | 1    | 1    | -    | -    | -    | -    | -    | -    |
| RPF*              | -    | 2    | -    | -    | -    | -    | -    | -    |
| AOV/Unie55+*      | -    | 1    | -    | -    | -    | -    | -    | -    |
| PvdA/GroenLinks   | 4    | -    | -    | -    | -    | -    | -    | -    |
| RPF/SGP*          | 1    | -    | -    | -    | -    | -    | -    | -    |
| Totaal            | 21   | 23   | 25   | 25   | 25   | 27   | 27   | 27   |

- De RPF en de SGP werkten in Dronten samen onder de naam 'Gereformeerde Concentratie'. In 2000 gingen het GPV en de RPF samen verder in de ChristenUnie.
- In 2001 gingen Gemeentebelangen en AOV/Unie55+ samen verder onder de naam Leefbaar Dronten.

### Burgemeesters sinds 1972
- 1972-1980: Eppo van Veldhuizen (CHU, later PvdA)
- 1981-1997: Cornelis (Kees) Dekker (CDA)
- 1997-2004: Toine Gresel (CDA)
- 2004: Bob de Hon (waarnemend, PvdA)
- 2004-2018: Aat de Jonge (CDA, sinds eind 2014 partijloos)
- 2018-2019: Ineke Bakker (waarnemend, VVD)
- 2019-heden: Jean Paul Gebben (VVD)

## Onderwijs
Dronten staat bekend als de plaats waar agrarische studenten kunnen studeren aan de CAH Vilentum Hogeschool. De school maakt deel uit van Aeres. Op de CAH zijn drie studentenverenigingen actief: de USRA, Ichthus Dronten en de Vis Vitalis. Daarnaast bestaat er een vierde semi-studentenvereniging: Bar 't Lab. Dronten telt twee scholen voor voortgezet onderwijs: het Almere College en het Ichthus College.

## Monumenten
- Gemaal Lovink, enig rijksmonument in Dronten
- Lijst van gemeentelijke monumenten in Dronten
- Lijst van oorlogsmonumenten in Dronten

## Evenementen
De Meerpaaldagen zijn een driedaags evenement dat plaatsvindt in het tweede weekeinde van augustus. Verder worden de evenementen Defqon.1 en Lowlands, waar jaarlijks maximaal 65.000 mensen per dag op afkomen, georganiseerd op het evenemententerrein van Walibi Holland bij Biddinghuizen. Daarnaast wordt daar elk jaar tijdens het pinksterweekend de Pinksterconferentie gehouden: een driedaagse christelijke conferentie waar tevens zo'n 65.000 bezoekers komen.  In 1995 werd op dit terrein de achttiende Wereldjamboree gehouden.
Sinds 2015 is er jaarlijks een tulpenroute. die veel bezoekers trekt (2017: ca. 50.000).
De dodenherdenking in Dronten is bijzonder. Voormalige militairen uit Groot-Brittannië komen over om de herdenking bij te wonen. Deze band kwam tot stand door de vondst van vliegtuigwrakken tijdens de drooglegging van de Flevopolder en de plaatsing van een monument in Dronten ter nagedachtenis aan de vliegeniers. Naast militairen zijn ook vertegenwoordigers van buitenlandse ambassades en vertegenwoordigers van de Nederlandse krijgsmacht aanwezig.
Binnen de gemeente zijn enkele (pop)podia te vinden. Deze organiseren regelmatig evenementen. In het centrum zit de Meerpaal en aan de Educalaan zit JKC Nirwana. Ook zijn er enkele besloten instanties die evenementen organiseren, zoals Cultus Inn.

## Verkeer en vervoer

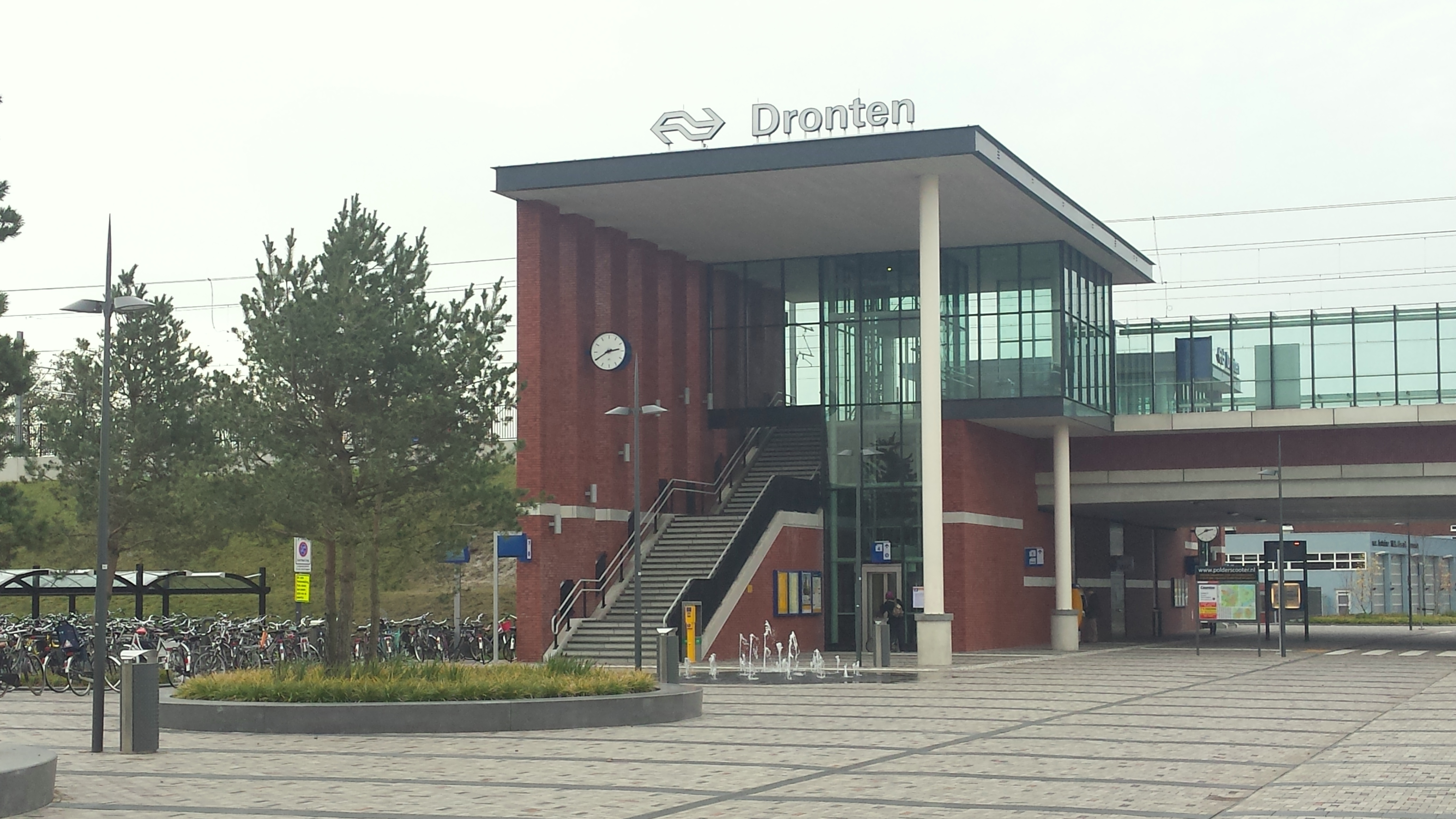
Station Dronten, 2013

Dronten ligt aan de provinciale wegen N305, N307 en N309.
Als onderdeel van de Hanzelijn tussen Lelystad en Zwolle is er een station in Dronten gebouwd, dat op 9 december 2012 in dienst is genomen. Dronten is hierdoor beter bereikbaar geworden, de reistijd van Dronten naar Zwolle bedraagt sindsdien circa 18 minuten. Verder rijden er van en naar Dronten verschillende buslijnen richting onder andere Kampen, Emmeloord, Harderwijk en Lelystad. Deze buslijnen worden gereden door EBS.

## Kernen
- Dronten
- Biddinghuizen
- Swifterbant

Ketelhaven is een villapark en buurtschap in de kern (plaats) Dronten. Roggebotsluis is een gehucht met een camping en jachthaven in de kern Dronten.

Topografisch kaartbeeld van de gemeente Dronten, per september 2022. Klik op de kaart voor een vergroting.

## Geboren in Dronten
- Kees Boot, acteur
- Carolien Gehrels, politica
- Erik Haverkort, politicus
- Collin Leijenaar, drummer en producer
- Bertolf Lentink, zanger
- Paul de Munnik, acteur en zanger
- Cees Paauwe, voetballer
- Patrick Paauwe, voetballer
- Wenke Stedehouder, voetbalster
- Beitske Visser, autocoureur
- Hakim Ziyech, voetballer

## Sport
In Dronten wordt door verschillende ploegen sport bedreven. Op het Burgemeester Dekker Sportpark wordt gespeeld door ASV Dronten. Deze voetbalploeg speelt in het seizoen 2010/2011 in de Eerste klasse zaterdag, na promotie in het seizoen 2009/2008. Binnen ASV Dronten bestaat eveneens een aparte zaalvoetbalcompetitie bestaande uit drie poules. In deze drie competities wordt deelgenomen door dertig teams.
Naast ASV Dronten heeft Dronten ook nog de voetbalclub Reaal Dronten. Reaal speelt haar thuiswedstrijden op sportpark de Munten in Dronten-West.
Naast voetbal wordt er in Dronten ook hockey gespeeld bij MHC Flevoland, Ook heeft Dronten een volleybalvereniging genaamd Libero '99, Dronten heeft ook een tennisclub genaamd ATC Dronten of (Algemene Tennis Club Dronten), een atletiek vereniging, een manege, handbalvereniging, badminton vereniging, een zwemvereniging ZZZ (zuiderzeezwemmers) voor waterpolo, en de korfbalclub ASVD, deze club speelt ook op het Burgemeester Dekker Sportpark, naast het voetbalcomplex. Er is een vereniging voor turnen, jazz ballet, gym en freerunnen genaamd Gyjatu. Er zijn nog vele andere sportclubs in Dronten.
Squash wordt onder meer op niveau van eredivisie beoefend in het seizoen 2010-2011.
Sinds 1974 is tafeltennis (TTC Dronten '74) vertegenwoordigd in de gemeente Dronten. Naast tafeltennis is er ook de mogelijkheid om tennis te spelen bij de club ATC Dronten.
Denksporten zijn in Dronten ook actief aanwezig, zo is er een biljartvereniging, een dam- en schaakclub en zelfs een denksportcentrum.
Er kan ook gebasketbald worden in Dronten. De vereniging BC VUAS (Verenigd Uit Alle Streken) is in 1976 opgericht en heeft tegenwoordig teams van verschillende leeftijden en niveaus.

## Onderwijs

### Basisonderwijs
In de gemeente Dronten zijn in totaal 19 verschillende scholen voor openbaar, protestants-christelijk en katholiek basisonderwijs.

### Middelbaar en hoger onderwijs
- Almere College
- Ichthus College
- Aeres Hogeschool Dronten
- Warmonderhof Biodynamische Landbouw
- Landstede MBO niveau 1 en 2

## Beeldende kunst
In 2019 is het landschapskunstwerk Riff, PD#18245 van de Nederlands/Zwitserse kunstenaar Bob Gramsma onthuld.
Beeldbepalend in de gemeente is ook het dertigtal sculpturen van kunstenaar Cyril Lixenberg, die in Dronten zijn depot vestigde.

## Aangrenzende gemeenten
| Aangrenzende gemeenten | Aangrenzende gemeenten | Aangrenzende gemeenten | Aangrenzende gemeenten | Aangrenzende gemeenten      |
| ---------------------- | ---------------------- | ---------------------- | ---------------------- | --------------------------- |
| Urk                    |                        | Noordoostpolder        |                        | Kampen (O)                  |
|                        |                        |                        |                        |                             |
| Lelystad               | Oldebroek (Gld)        |                        |                        |                             |
|                        |                        |                        |                        |                             |
| Zeewolde               |                        | Harderwijk (Gld)       |                        | Elburg (Gld) Nunspeet (Gld) |